# Traugott von Pfeil und Klein-Ellguth
Traugott Anton Friedrich Graf von Pfeil und Klein-Ellguth (* 5. September 1860 in Neurode, Landkreis Neurode, Provinz Schlesien; † 6. März 1920 in Friedersdorf, Landkreis Lauban, Provinz Niederschlesien) war ein sächsischer Generalmajor.

## Leben

### Herkunft
Traugott entstammte dem schlesischen Adelsgeschlecht von Pfeil und Klein-Ellguth. Er war ein Sohn des preußischen Landrats Valerian von Pfeil und Klein-Ellguth (1819–1892) und dessen Ehefrau Antonie, geborene Gräfin von Breßler (1828–1908), Tochter der Emma von Reichenbach-Goschütz und des Hans Graf von Breßler. Sein älterer Bruder war der deutsche Afrikaforscher Joachim von Pfeil und Klein-Ellguth.

### Militärkarriere
Pfeil trat 1881 als Fähnrich in das 2. Grenadier-Regiment Nr. 101 „Kaiser Wilhelm, König von Preußen“ der Sächsischen Armee in Dresden ein. Er avancierte 1883 zum Sekondeleutnant und stieg bis 1894 zum Hauptmann und Kompaniechef auf. Ende April 1897 erfolgte seine Versetzung in das Kriegsministerium. Unter Ernennung zum Kompaniechef im 5. Infanterie-Regiment „Prinz Friedrich August“ Nr. 104 trat er Ende Juni 1898 in den Truppendienst zurück und rückte im April 1905 zum aggregierten Major auf. Er wurde 1906 in das 15. Infanterie-Regiment Nr. 181 versetzt und im folgenden Jahre als Bataillonskommandeur verwendet. Nach weiterer Beförderung zum Oberstleutnant im Jahre 1911 kam er zum Stab des 9. Infanterie-Regiments Nr. 133. Pfeil wurde 1913 als Oberst zur Disposition gestellt.
Nach Ausbruch des Ersten Weltkrieges wurde Pfeil wiederverwendet und zum Kommandeur des neuaufgestellten Landwehr-Regiments Nr. 101 ernannt. Mit diesem Verband nahm er an den Kämpfen an der Ostfront teil und erhielt nach der Schlacht von Tannenberg den Befehl sich an dem Vormarsch zu beteiligen. Er wurde daraufhin Kommandeur der sogenannten „Brigade Graf von Pfeil“. Mitte Februar 1915 konnte seine Brigade einige 100 russische Gefangene nehmen und starke Gegenangriffe abwehren, weshalb er am 8. April 1915 mit dem Ritterkreuz des Militär-St.-Heinrichs-Ordens beliehen wurde. Während des folgenden Rückzugs der russischen Armee beteiligte er sich mit seiner Brigade an der Einschließung, dem Durchbruch und der Einnahme der Festung Nowogeorgiewsk. Dabei konnte seine Brigade über 4000 Gefangene machen sowie 122 Geschütze aller Art und 27 Maschinengewehre erbeuten. Für seine Verdienste wurde er am 30. August 1915 mit dem Kommandeurkreuz II. Klasse des Militär-St.-Heinrichs-Ordens beliehen. Seine Brigade konnte im September desselben Jahres Wilno einnehmen. Er führte die Brigade bis zum 15. Mai 1917 und erhielt sechs Tage später den Charakter als Generalmajor.
Pfeil lebte nach Kriegsende mit seiner Familie in Dresden-Loschwitz und verstarb 1920 bei einem Jagdunfall. Er war Rechtsritter und Werkmeister der sächsischen Genossenschaft des Johanniterordens.

### Familie
Er heiratete am 18. Februar 1904 in Dresden die Tochter von Clara Bienert und des Generals Oskar von Krauß-Gröditz, Johanna von Krauß (* 1873; † 1956). Johanna lebte nach dem Tod ihres Mannes als Witwe in Radeberg. Aus der Ehe gingen folgende Kinder hervor:
- Ortwin (1905–1942) ⚭ 1939 Maria-Carla von Lingen (* 1914). Ortwin wurde 1922 vom ältesten Bruder Joachim (1857–1924) und seiner Frau Anna Freiin von Minutoli (1856–1936) adoptiert. Er trug nach deren Tod den Namen Graf Pfeil-Minutoli und wurde Erbe auf Friedersdorf.
- Ingeborg (* 1906)
- Hertha-Luise (1907–1939) ⚭ 1932 Günther Graf von Harrach
- Rüdiger (* 1911)